# La canzone dei sommergibili
La canzone dei sommergibili (in seguito nota come Inno dei sommergibilisti o Inno dei sommergibili) è una canzone italiana dedicata ai sommergibilisti italiani, composta durante il regime fascista su musica di Mario Ruccione, prolifico compositore, autore anche di Faccetta nera e di numerose altre classiche canzoni fasciste. Il testo è del commediografo e giornalista Guglielmo Giannini – accreditato con lo pseudonimo Zorro – che nel dopoguerra diverrà noto come il creatore del Fronte dell'Uomo Qualunque.

## Storia
Nel 1941, poco dopo la entrata in guerra dell'Italia (10 giugno 1940), l'Opera nazionale del dopolavoro indisse un concorso a livello nazionale per musica e canzoni patriottiche: tra di esse “La canzone dei sommergibili”, espressamente dedicata ai sommergibilisti italiani, si classificò seconda. Così recitava il ritornello della canzone:
Colpir / e seppellir / ogni nemico che s'incontra sul cammino!

È così che vive il marinar / nel profondo cuor / del sonante mar!

Del nemico e dell'avversità / se ne infischia perché sa / che vincerà.»
La canzone, pubblicata l'anno successivo, divenne rapidamente popolare.

## Le parodie
Il successo della canzone la fece diventare oggetto di una parodia che sulla medesima melodia inseriva ben differenti versi, che denunciavano le condizioni di miseria durante la guerra: È così che vive l'italian:
Delle leggi e dell’avversità / se ne infischia perché sa / che mangerà!»
Tale popolarità non cessò nemmeno a seguito della caduta del regime e, dopo l'armistizio di Cassibile, la canzone venne adottata dalla Resistenza italiana che ne fece circolare differenti parodie intitolate È così che vive il partigian, in cui un giovane partigiano si rivolgeva idealmente alla madre per far accettare le ragioni del figlio che decideva di darsi alla macchia e combattere per la libertà:
Dei tedeschi e dei repubblican / se ne infischia perché sa / che vincerà!»

## Nel dopoguerra
Dopo la guerra ritornò in auge la versione originale, nonostante fosse di fatto rappresentativa del tipico canzoniere fascista di guerra, mutando nel tempo la denominazione in Inno dei sommergibili.
Esso è attualmente parte del repertorio musicale ufficiale della banda musicale della Marina Militare italiana.